# Mieczysław Makowski
Mieczysław Makowski (ur. 17 grudnia 1933 w Zarębach, zm. 16 grudnia 2014 w Poznaniu) – polski kompozytor, pianista, teoretyk muzyki i pedagog.

## Życiorys
Przyszedł na świat w Zarębach, gdzie pochodzący z Poznańskiego jego ojciec Leopold pracował jako strażnik graniczny.
Studia muzyczne ukończył w PWSM w Poznaniu. Studiował tam kompozycję (1958) i teorię muzyki (1962) pod kierunkiem Floriana Dąbrowskiego oraz grę fortepianową u Olgi Iliwickiej-Dąbrowskiej (1961). W latach 1967–1969 odbył studia doktoranckie w PWSM w Warszawie. W latach 1963–1972 był asystentem na Wydziale Kompozycji, Dyrygentury i Teorii Muzyki PWSM w Poznaniu, a następnie pracował jako nauczyciel przedmiotów teoretycznych w Zespole Szkół Muzycznych w Poznaniu. Odbył wiele podróży artystycznych do 17 krajów Europy i Azji.
W 2013 został odznaczony Srebrnym Medalem „Zasłużony Kulturze Gloria Artis”.
Pochowany w mogile rodzinnej na cmentarzu w Górznie.

## Twórczość
W twórczości Makowskiego wyróżnić można cechy neoklasycyzmu, a także fascynację prądami awangardowymi. Zaznacza się w niej inspiracja folklorem różnych narodów oraz archaizacja jako wyraz poszukiwań indywidualnego oblicza stylistycznego. 
Szczególną rolę w jego muzyce pełni literatura pedagogiczna dla dzieci. Za twórczość dla dzieci i młodzieży otrzymał 1980 nagrodę premiera. Jest także autorem prac naukowych i publicystycznych, m.in. Le petit monde voltigeant (Las Palmas 1989).

## Nagrody i wyróżnienia
(na podstawie materiałów źródłowych)
Otrzymał liczne nagrody i wyróżnienia na krajowych i międzynarodowych konkursach kompozytorskich, m.in.: 
- 1970 – Ogólnopolski Konkurs Kompozytorski im. Grzegorza Fitelberga w Katowicach za Confronti
- 1971 – Ogólnopolski Konkurs Kompozytorski im. Grzegorza Fitelberga w Katowicach za II Koncert na harfę
- 1975 – konkurs w ramach II Biennale Sztuki dla Dziecka w Poznaniu
- 1977 – konkurs w ramach III Biennale Sztuki dla Dziecka w Poznaniu
- 1982 – konkurs Związku Kompozytorów Polskich w Warszawie
- 1985 – Międzynarodowy Konkurs Kompozytorski im. Henryka Wieniawskiego w Poznaniu
- 1988 – Międzynarodowy Konkurs Kompozytorski im. Karola Szymanowskiego w Warszawie za Wierchową fletnię
- 1992 – Międzynarodowy Konkurs Kompozytorski im. Karola Szymanowskiego w Warszawie za Six pièces caractéristiques
- 1988 – konkurs w Las Palmas
- 1990 – konkurs im. Toli Korian w Londynie

## Kompozycje
(na podstawie materiałów źródłowych)
|  | - Sonatina klasyczna na fortepian (1954) - Kwartet smyczkowy nr 1 (1956) - Muzyka na instrumenty smyczkowe (1959) - Tracja na skrzypce i fortepian (1963) - Tryptyk dziecięcy na sopran i orkiestrę (1964) - Barkarola na chór mieszany (1964) - Strofy polskie na chór mieszany (1964) - Bal na szachownicy, suita na trąbkę i orkiestrę smyczkową (1964) - Poème quasi ancien na skrzypce i zespół kameralny (1965) - Koncert fortepianowy nr 1 (1966) - Hommage à J. S. Bach na chór męski (1967) - Symfonia nr 1 „Rok 1918” na głos recytujący i orkiestrę (1968) - Concerto per arpa e orchestra da camera (1969) - Controversion III or Variations on the Theme of Sound-zone na orkiestrę (1970) - Confronti na skrzypce i zespół kameralny (1970) - Concerto no. 2 per arpa e orchestra da camera (1970) - Kosmiczne swawole na zespół kameralny (1971) - Kwintet obojowy (1971) - Fêtes champêtres na obój i kwartet smyczkowy (1972) - Koncert fortepianowy nr 2 (1973) - Sonata na skrzypce i wiolonczelę (1973) - Trzy pieśni kopernikańskie na chór męski (1973) - Mity halne na baryton, głos recytujący, chór męski i kapelę góralską (1973) - Echo na 12-osobową grupę wokalną i chór mieszany (1975) - Symfonia nr 2 „Fromborska” (1976) - Sonata na skrzypce solo nr 1 (1976) - Sonata na skrzypce solo nr 2 (1976) - Koncert skrzypcowy nr 1 (1978) - Swinging Variations na gitarę i orkiestrę (1978) - Variazioni barocco na gitarę (1978) - Pieśni morskiej fali na flet i fortepian (1979) - Koncert na gitarę i orkiestrę kameralną (1980) - Contesti sonori na flet, wibrafon i gitarę (1980) | - Sonata na skrzypce solo nr 3 (1980) - Sonata na skrzypce solo nr 4 (1980) - Suita góralska na chór męski (1980) - Kantata „Ojczysta ziemia” na baryton, chór mieszany i orkiestrę dętą (1980) - Initiation na orkiestrę (1981) - Turkot na orkiestrę dziecięcą (1981) - Fantasia e Toccata na gitarę (1981) - Variazioni all’Antico sulla Folías de España na gitarę (1981) - Quartetto per fiati (1982) - Music without Ending na zespół kameralny (1982) - Les actions punctiformes et linéaires na zespół instrumentów dętych i wibrafon (1983) - Koncert na gitarę i orkiestrę nr 2 „In modo polonico” (1984) - Sonatina na flet i gitarę (1984) - Sonatina na skrzypce i fortepian (1985) - The Human Environment na orkiestrę (1985) - Elevazione per organo (1985) - Passacaglia in statu nascendi na kotły i orkiestrę (1986) - Sonata na skrzypce solo nr 5 (1986) - Sonata na skrzypce solo nr 6 (1986) - Alea variazioni III na trio smyczkowe (1986) - Trio concentrico na obój, klarnet i fagot (1987) - Elevazione na organy (1987) - Wierchowa fletnia na flet i smyczki (1988) - Correlazione na flet i organy (1988) - Fantasia geometrica na organy (1988) - Salve Porta Coeli na organy (1989) - Koncert skrzypcowy nr 2 (1989) - Kwartet smyczkowy nr 2 (1989) - Gloria Tibi Trinitas na organy (1989) - Summae Triumphum Gloriae na organy (1989) - Intarsio na orkiestre (1991) - Gioconda na orkiestrę smyczkową (1992) - Six pièces caractéristiques na gitarę (1992) | - Toccata brillante na gitarę (1993) - Scherzi popolari per corno e banda (1993) - The Birds’ Wedding na fortepian (1994) - Symfonia nr 3 „Festiva” (1996) - Suita tańców polskich na fortepian (1996) - Koncert fortepianowy nr 3 „Hommage à Chopin du Nord” (1997) - Vesper in Assumptione B.M.V. na chór mieszny (1997) - Carmen sollemne de Gedania na chór i orkiestrę (1997) - Symfonia nr 4 „Scenografia natury” (1998) - Pastorale na organy (1998) - Iluminacje na skrzypce i fortepian (1999) - Pastorałki ekumeniczne na 2 chóry mieszane (1999) - Christus natus est nobis na 2 chóry mieszane (1999) - Mosaici per violoncello e pianoforte (2000) - Circolo vizioso per violino e pianoforte (2000) - Din don campanon na chór dziecięcy, żeński lub męski (2000) - Capriccio na skrzypce i marimbę (2001) - Kwintet na instrumenty dęte (2001) - Polso kwartet na instrumenty dęte (2002) - Musica in libro stylo per violoncello e pianoforte (2002) - Ubi concordia, ibi victoria na 2 chóry mieszane (2003) - Ecce Salvator Tuus na 2 chóry mieszane (2003) - Audentes deus ipse iuvat na chór mieszany (2003) - Felicitas (kanon kołowy) na chór mieszany (2003) - Bacchatio na chór mieszany (2003) - O esca viatorum na chór mieszany (2003) - Ego sum panis vivus na chór mieszany (2003) - Ecce Dominus veniet na chór mieszany (2003) - Omni die dic Mariae na chór mieszany (2003) - Ave mundi spes Maria na chór mieszany (2003) - Sermone in monte na chór mieszany (2003) - Psalmus David XXII na chór mieszany (2003) |